# Cublize
Cublize település Franciaországban, Rhône megyében. Lakosainak száma 1357 fő (2022. január 1.). Cublize Saint-Just-d’Avray, Thizy-les-Bourgs, Saint-Vincent-de-Reins, Meaux-la-Montagne, Grandris, Ronno és Saint-Jean-la-Bussière községekkel határos.

## Népesség
A település népességének változása:
| Lakosok száma | 1236 | 1257 | 1296 | 1266 | 1258 | 1266 | 1296 | 1327 | 1357 |
|               | 2013 | 2015 | 2016 | 2017 | 2018 | 2019 | 2020 | 2021 | 2022 |